# Ernst Eckerström
Ernst Victor August Eckerström, född 2 november 1865 i Harstads församling, Östergötlands län, död 22 maj 1921 i Malmö, var en svensk jurist.
Eckerström, som var son till apotekaren Carl Victor Eckerström, blev student vid Lunds universitet 1884, avlade hovrättsexamen 1888 och blev vice häradshövding 1892. Han blev arkivarie och sekreterare vid Malmö Tomelilla-Järnvägs AB samma år, sekreterare hos Malmö hamndirektion 1893 och hos gasverksstyrelsen i Malmö 1894–1904 samt var hamnkassör där från 1904. 
Eckerström skrev Hamnen (tillsammans med Arvid Törnblom, i "Malmö. En skildring i ord och bild av stadens utveckling och nuvarande tillstånd", huvudredaktör Gustaf Hårleman, andra delen, Malmö 1914, sid. 281–306)
Ernst Eckerström är begraven på Sankt Pauli norra kyrkogård i Malmö.